# Helicopis brasiliensis
Helicopis brasiliensis är en fjärilsart som beskrevs av Le Moult 1940. Helicopis brasiliensis ingår i släktet Helicopis och familjen Riodinidae. Inga underarter finns listade i Catalogue of Life.